# کیم یونگ-کیل
کیم یونگ-کیل (انگلیسی: Kim Yung-kil; ۲۹ ژانویهٔ ۱۹۴۴) بازیکن فوتبال اهل کره شمالی بود.
وی همچنین در تیم ملی فوتبال کره شمالی بازی کرده‌است.